# 後硬膜動脈
後硬膜動脈（こうこうまくどうみゃく）は、頭頸部の動脈の一つ。上行咽頭動脈の枝で、硬膜に栄養を供給する小血管。乳突孔を通り、頸静脈孔等を経由して頭蓋腔に入る。